# Nastri d'argento 2014
Els Nastri d'argento 2014 foren la 69a edició de l'entrega dels premis Nastro d'Argento (Cinta de plata) que va tenir lloc el 18 de juny 2014 al teatre grecoromà de Taormina. a la inauguració del Taormina Film Fest. Fou presentada per Laura Delli Colli. Les candidatures foren fetes públiques el 30 de maig de 2014 al MAXXI - Museo nazionale delle arti del XXI secolo.

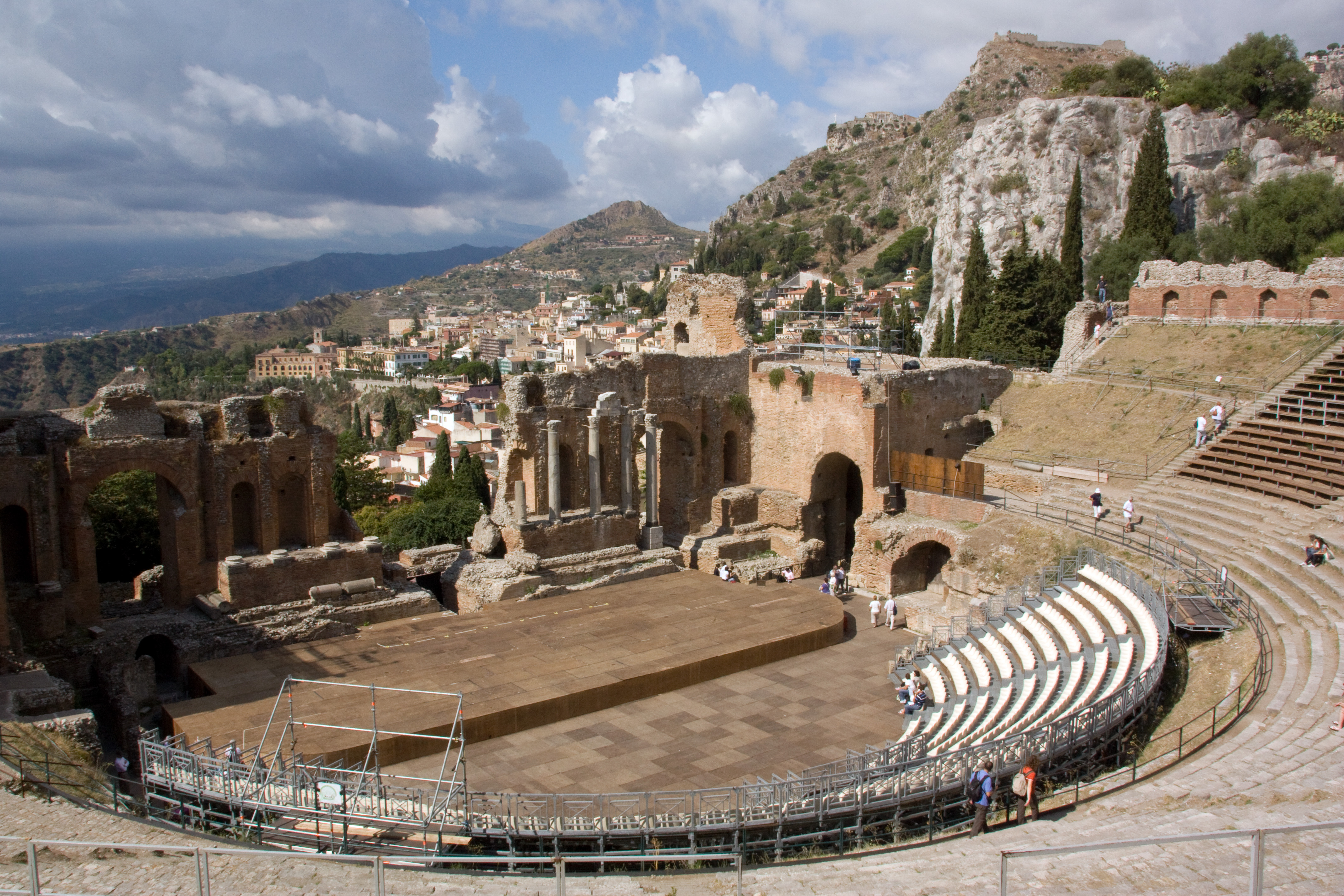
El Teatre de Taormina on s'entreguen els premis.

## Guanyadors

### Millor director
- Paolo Virzì - Il capitale umano
- Daniele Luchetti - Anni felici
- Ferzan Özpetek - Allacciate le cinture
- Alice Rohrwacher - Le meraviglie
- Edoardo Winspeare - In grazia di Dio

### Millor director novell
- Pif - La mafia uccide solo d'estate
- Emma Dante - Via Castellana Bandiera
- Fabio Grassadonia i Antonio Piazza - Salvo
- Fabio Mollo - Il sud è niente
- Sebastiano Riso - Più buio di mezzanotte
- Sydney Sibilia - Smetto quando voglio

### Millor pel·lícula de comèdia
- Song'e Napule dels Manetti Bros.
- La mossa del pinguino de Claudio Amendola
- Smetto quando voglio de Sydney Sibilia
- Sotto una buona stella de Carlo Verdone
- Tutta colpa di Freud de Paolo Genovese

### Millor productor
- Domenico Procacci i Matteo Rovere - Smetto quando voglio
- Fabrizio Donvito, Benedetto Habib e Marco Cohen - Il capitale umano
- Mario Gianani i Lorenzo Mieli - Incompresa i La mafia uccide solo d'estate
- Carlo Cresto-Dina - Le meraviglie
- Massimo Cristaldi i Fabrizio Mosca - Salvo

### Millor argument
- Michele Astori, Pierfrancesco Diliberto i Marco Martani - La mafia uccide solo d'estate
- Antonio Morabito - Il venditore di medicine
- Edoardo Winspeare i Alessandro Valenti - In grazia di Dio
- Alessandro Rossetto i Caterina Serra - Piccola patria
- Daniela Gambaro, Matteo Oleotto i Pier Paolo Piciarelli - Zoran, il mio nipote scemo

### Millor guió
- Paolo Virzì, FFrancesco Bruni i Francesco Piccolo - Il capitale umano
- Daniele Luchetti, Sandro Petraglia, Stefano Rulli e Caterina Venturini - Anni felici
- Nicola Lusuardi, Marco Simon Puccioni i Heidrun Schleef - Come il vento
- Asia Argento i Barbara Alberti - Incompresa

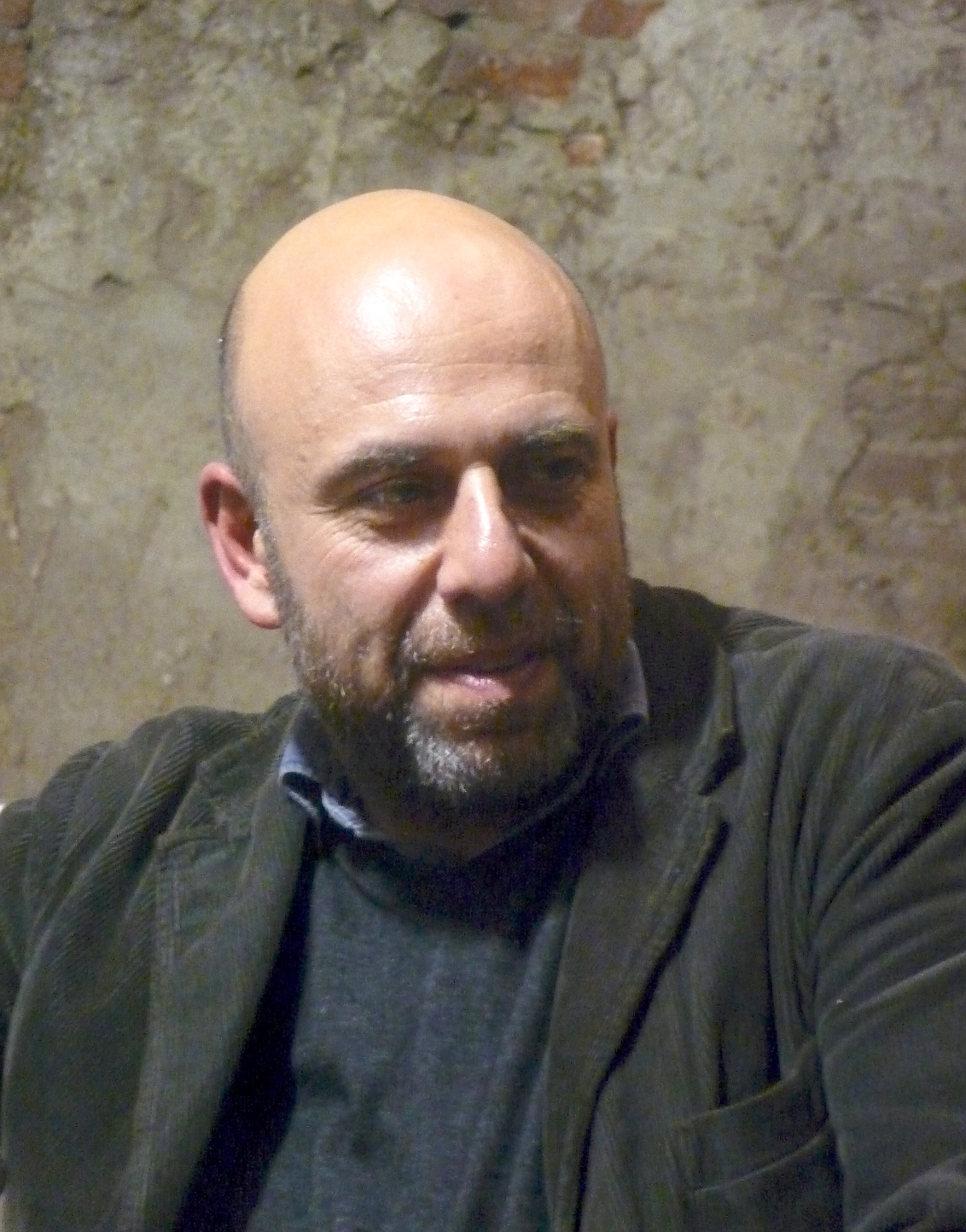
Il capitale umano di Paolo Virzì ha rebut el major nombre de candidatures i premis.

- Alice Rohrwacher - Le meraviglie

### Millor actor protagonista
- Fabrizio Bentivoglio i Fabrizio Gifuni - Il capitale umano
- Elio Germano - L'ultima ruota del carro
- Edoardo Leo - La mossa del pinguino, Smetto quando voglio i Ti ricordi di me?
- Giampaolo Morelli i Alessandro Roja - Song'e Napule
- Kim Rossi Stuart - Anni felici

### Millor actriu protagonista
- Kasia Smutniak - Allacciate le cinture
- Valeria Bruni Tedeschi - Il capitale umano
- Celeste Casciaro - In grazia di Dio
- Paola Cortellesi - Sotto una buona stella
- Valeria Golino - Come il vento

### Millor actriu no protagonista
- Paola Minaccioni - Allacciate le cinture
- Cristiana Capotondi - La mafia uccide solo d'estate
- Claudia Gerini - Maldamore e Tutta colpa di Freud
- Giuliana Lojodice e Claudia Potenza - Una piccola impresa meridionale
- Micaela Ramazzotti - Più buio di mezzanotte

### Millor actor no protagonista
- Carlo Buccirosso i Paolo Sassanelli - Song'e Napule
- Alessandro Haber - L'ultima ruota del carro
- Ricky Memphis - La mossa del pinguino
- Giorgio Pasotti - Sapore di te, Nottetempo e Un matrimonio da favola
- Filippo Timi - Un castello in Italia

### Millor fotografia
- Daniele Ciprì - Salvo
- Gian Filippo Corticelli - Allacciate le cinture
- Michele D'Attanasio - In grazia di Dio
- Gherardo Gossi - Come il vento i Via Castellana Bandiera
- Marco Pontecorvo - Gigolò per caso

### Millor vestuari
- Milena Canonero - Grand Budapest Hotel i Something Good
- Maria Rita Barbera - Anni felici
- Laura Costantini - Il pretore
- Nicoletta Ercole - Incompresa
- Daniela Salernitano - Song'e Napule

### Millor escenografia
- Mauro Radaelli - Il capitale umano
- Giancarlo Basili - Anni felici i L'intrepido
- Marco Dentici - Salvo
- Eugenia F. Di Napoli - Incompresa
- Tonino Zera - Sotto una buona stella

### Millor muntatge
- Cecilia Zanuso - Il capitale umano
- Patrizio Marone - Allacciate le cinture
- Pietro Scalia - The Counselor i The Amazing Spider-Man 2
- Marco Spoletini - Le meraviglie i Più buio di mezzanotte
- Cristiano Travaglioli - La mafia uccide solo d'estate

### Millor so en directe
- Roberto Mozzarelli - Il capitale umano
- Paolo Benvenuti e Simone Paolo Olivero - Via Castellana Bandiera
- Valentino Giannì - In grazia di Dio
- Guido Spizzico - Come il vento
- Alessandro Zanon - La prima neve i L'intrepido

### Millor banda sonora
- Pivio e Aldo De Scalzi - Song'e Napule
- Michele Braga - Più buio di mezzanotte
- Pasquale Catalano - Allacciate le cinture
- Fratelli Mancuso - Via Castellana Bandiera
- Franco Piersanti - L'intrepido

### Millor cançó
- Song'e Napule de C.Di Riso i F.D'Ancona interpretada per Giampaolo Morelli - Song'e Napule
- 'A malìa de Darion Sansone interpretada per Foja - L'arte della felicità
- Ecco che de Giuliano Sangiorgi i Elisa (també intèrpret) - L'ultima ruota del carro
- Siedimi accanto de Sergio Cammariere (també intèrpret) - Maldamore
- Tutta colpa di Freud de Daniele Silvestri (també intèrpret) - Tutta colpa di Freud
- Te quiero para vivir de Massimo Nunzi i Diana Tejera interpretada per Peppe Servillo i Geppi Cucciari - Un fidanzato per mia moglie

### Millor director de càsting
- Pino Pellegrino - Allacciate le cinture
- Francesca Borromeo - La mafia uccide solo d'estate
- Francesca Borromeo i Gabriella Giannattasio - Smetto quando voglio
- Barbara Giordani - Tutta colpa di Freud
- Anna Maria Sambucco i Maurilio Mangano - Via Castellana Bandiera

### Nastro d'Argento especial
- Francesco Rosi a la carrera
- Piero Tosi a la carrera
- Marina Cicogna a la carrera
- Ettore Scola, Luciano Ricceri, Luciano Tovoli i Andrea Guerra per Che strano chiamarsi Federico
- Alice Rohrwacher per l'èxit internacional de Le meraviglie
- Dino Trappetti pels 50 anys de la Sartoria Tirelli

### Nastro d'argento de l'any
- La sedia della felicità

### Premi Guglielmo Biraghi
- Sara Serraiocco - Salvo
- Matilde Gioli - Il capitale umano
- Eugenio Franceschini - La luna su Torino, Sapore di te i Maldamore
- Lorenzo Richelmy - Il terzo tempo i Sotto una buona stella

#### Mencions especials
- Maria Alexandra Lungu - Le meraviglie
- Davide Capone - Più buio di mezzanotte
- Giulia Salerno - Incompresa

### Premi Nino Manfredi
- Marco Giallini

#### Premis especials del desenal
- Claudio Amendola
- Edoardo Leo

### Premi del patrocinador

#### NastroBulgari
- Asia Argento - Incompresa

#### PremiPorsche 911Targa - Tradizione e innovazione
- Pierfrancesco Favino - Rush

#### PremiHamiltonbehind the camera - Opera prima
- Pif - La mafia uccide solo d'estate

#### PremiPersolal personatge de l'any
- Claudio Santamaria - Il venditore di medicine

#### Premi Cusumano a la comèdia
- Claudia Gerini - Maldamore i Tutta colpa di Freud

#### PremiWella
- Anna Foglietta

#### Premi Falconeri
- Valeria Solarino - Smetto quando voglio

#### Premi Serapian
- Kasia Smutniak i Paola Minaccioni - Allacciate le cinture

### Millor documental
- Per altri occhi de Silvio Soldini i Giorgio Garini
- Fuoristrada de Elisa Amoruso
- L'amministratore de Vincenzo Marra
- Summer 82 When Zappa Came to Sicily de Salvo Cuccia
- Wolf de Claudio Giovannesi

### Millor documental sobre cinema
- I tarantiniani de Steve Della Casa i Maurizio Tedesco
- Bertolucci on Bertolucci de Walter Fasano i Luca Guadagnino
- Esser Riccardo... e gli altri de Giancarlo Scarchilli
- Istintobrass di Massimiliano Zanin
- Non eravamo solo... Ladri di biciclette - Il neorealismo de Gianni Bozzacchi i Carlo Lizzani

#### Premi especial del Jurat
- Sacro GRA de Gianfranco Rosi

#### Premi especial
- Fuoriscena de Massimo Donati i Alessandro Leone

#### Mencions especials
- Lino Miccichè, mio padre - Una visione del mondo de Francesco Miccichè
- Lettera al Presidente de Marco Santarelli
- Bertolucci on Bertolucci de Walter Fasano i Luca Guadagnino
- Dal profondo de Valentina Pedicini

#### Premi especial millor actriu protagonista del documental
- Piera Degli Esposti - Tutte le storie di Piera

#### Senyalacions especials al millor docufilm
- Con il fiato sospeso de Costanza Quatriglio
- La mia classe de Daniele Gaglianone
- Le cose belle de Agostino Ferrente i Giovanni Piperno
- Stop the Pounding Heart de Roberto Minervini
- Tir de Alberto Fasulo

### Corti d'argento

#### Millor curtmetratge
- Settanta de Pippo Mezzapesa
- Ammore de Paolo Sassanelli
- Dreaming Apecar de Dario Samuele Leone
- Margerita de Alessandro Grande
- Recuiem de Valentina Carnelutti
- 37°4 S de Adriano Valerio
- Bella di papà de Enzo Piglionica
- Emilio de Angelo Cretella
- Matilde de Vito Palmieri
- Io... donna de Pino Quartullo
- La fuga de Max Croci
- Rumore bianco de Alessandro Porzio

#### Millor curtmetratge d'animació
- Animo resistente de Simone Massi
- Isacco de Federico Tocchella
- Secchi de Edoardo Natoli

#### Millors actors de curtmetratge
- Lunetta Savino i Alessandro Roja per La fuga

#### Premi especial millor debut en la direcció
- Stefano Accorsi per Io non ti conosco

#### Cinemaster
- Secchi de Edoardo Natoli

#### Mencions especials
- Forbici de Maria Di Razza
- 37°4 S d'Adriano Valerio